# هیروفومی ناکاسونه
هیروفومی ناکاسونه (انگلیسی: Hirofumi Nakasone) (زاده ۲۸ نوامبر ۱۹۴۵) سیاست‌مدار اهل ژاپن است. وی پسر یاسوهیرو ناکاسونه نخست‌وزیر پیشین ژاپن می‌باشد.